# A szemfényvesztő
A szemfényvesztő (Tall Tales) az Odaát című televíziós sorozat második évadjának tizenötödik epizódja.

## Cselekmény
A fivérek egy ohioi városban nyomoznak, amikor Bobby is feltűnik, hogy a segítségükre siessen. Mivel a fiúk nincsenek éppen barátságos viszonyban két különböző módon mesélik el, mi is történt az elmúlt napokban:
Egy egyetemi professzora halálának ügyében érkeztek ide, aki az egyetem negyedik emeletéről zuhant ki az ablakon. Dean és Sam kikérdeztek néhány diákot a környéken, így megtudták, hogy a helyiek szellemjárta épületnek hiszik az egyetemet, állítólag több évtizede egy diáklány viszonyt folytatott tanárával, mikor pedig vége lett a kapcsolatnak, öngyilkos lett, kiugrott a negyedik emeletről, a 669-es terem ablakából.
A fivérek meglátogatták a termet, ahonnan a prof kiugrott, közben az őket beengedő gondnoktól megtudták, hogy az épületben nincs 669-es terem, és a halott tanító nagy nőcsábász volt.
A következő napokban azonban több szokatlan eset is történt: az egyik, hogy egy Curtis nevű tanulót állítása szerint elraboltak az ufók, majd szondát dugtak a valagába, és lassú női ruhákban lassú zenére táncoltak vele.
Deanék később megtudták, hogy míg az előző áldozat egy nőcsábász volt, Curtis az egyetem legnagyobb szívató-mestere. A fiúk időközben összevesztek, mivel Sam laptopját valaki eltüntette, Dean kocsijának kerekeit pedig valaki leeresztette, ezekért pedig egymást okolták.
A harmadik eset, hogy egy állatokkal foglalkozó kutatót megevett egy csatornából előmászó aligátor. Miután átkutatták a férfi papírjait, összefüggést találtak a három eset között: a professzor és a kutató irodája egy egyetemen volt, ráadásul Curtis harmadik típusú találkozása is itt történt.
Mialatt Bobby a történteket hallgatja, rájön, hogy valójában nem a fivérek tettek egymásnak keresztben, hanem egy természetfeletti lény: egy trükkös félisten, mely halhatatlan, és bármilyen dolgot meg tud idézni, vagy el tud tüntetni.
Dean, Sam és Bobby rájönnek, hogy a Trükkös nem lehet más, mint az egyetem gondnoka, így annak ellenére, hogy az halhatatlan, -a legenda alapján (miszerint karót kell a szívébe döfni)- megpróbálják megölni.
A mosolygós férfi azonban több rémisztő alakot idéz meg képességével, akik a három vadász életére törnek, azonban Deannek így is sikerül karót szúrnia a Trükkös szívébe. A férfi meghal, megidézett teremtményei pedig eltűnnek.
Dean és Sam bocsánatot kérnek egymástól, amiért egymást vádolták, majd Bobby-val elhagyják a helyszínt. Távozásuk után azonban valaki megtalálja a hátrahagyott holttestet, és odalép hozzá: ez az alak pedig nem más, mint maga a Trükkös…

## Időpontok és helyszínek
- 2007. ? – Springfield Egyetem, Springfield, Ohio

## Zenék
- The James Gang – Walk Away
- Junk Food – Next To You
- Chris DeBurgh – Lady In Red
- Barry White – Can't Get Enough of Your Love Babe